# لی سونگ-یون
لی سونگ-یون (انگلیسی: Lee Seung-yeon؛ زادهٔ ۱۸ اوت ۱۹۶۸) بازیگر، بازیگر سینما، و مهماندار هواپیما اهل کره جنوبی است.
او با بازی در فیلم خانه خالی در سال ۲۰۰۴ به کارگردانی کیم کی-دوک مورد توجه جهانی قرار گرفت.  موضوع فیلم به رابطهٔ یک جوان بی‌خانمان و زنی آسیب‌دیده می‌پرداخت و بین دو شخصیّت اصلی این فیلم هیچ دیالوگی نبود. فیلم خانه خالی توانست شیر نقره‌ای بهترین کارگردانی جشنواره بین‌المللی ونیز را کسب کند.   